# Ropica chinensis
Ropica chinensis là một loài bọ cánh cứng trong họ Cerambycidae.